# Diane Delano
Diane Delano (* 29. Januar 1957 in Los Angeles, Kalifornien; † 13. Dezember 2024 in Sherman Oaks, Kalifornien) war eine US-amerikanische Schauspielerin.

## Leben
Erste Rollen übernahm Delano 1983, ab 1986 folgten mehr als 130 weitere Film- und Fernsehproduktionen, an denen sie schauspielerisch und als Synchronsprecherin mitwirkte. Häufig übernahm sie Gastauftritte und Nebenrollen. Von 1991 bis 1995 war sie in 12 Folgen der Serie Ausgerechnet Alaska zu sehen. Ihre letzte Rolle spielte sie 2024 in Paradise: A Town of Sinners and Saints. Häufig spielte sie Polizistinnen und Charaktere, die Autorität besitzen. Ihre Ausbildung erfuhr sie an der American Academy of Dramatic Arts.
2012 wurde sie mit einem Indie Series Award ausgezeichnet.
Delano starb 2024 infolge einer kurzen, schweren Krankheit.

## Filmografie (Auswahl)
- 1988: Nacht der Entscheidung – Miracle Mile (Miracle Mile)
- 1991–1995: Ausgerechnet Alaska (Northern Exposure)
- 1998: The Thin Pink Line
- 1998: Addams Family – Und die lieben Verwandten (Addams Family Reunion)
- 1999–2001: Popular (Fernsehserie)
- 2001: The Ellen Show (Fernsehserie, 6 Folgen)
- 2002: Emergency Room – Die Notaufnahme (ER, Fernsehserie, 4 Folgen)
- 2003: Jeepers Creepers 2
- 2004: Ladykillers
- 2006: The Wicker Man
- 2006: Surf School
- 2011–2013: Fumbling Thru the Pieces (Fernsehserie)
- 2012: Fred: The Show (Fernsehserie, Stimme)